# هونانلار
هونانلار (به ترکی آذربایجانی: Hunanlar) یک شهرک در جمهوری آذربایجان است که در شهرستان تووز واقع شده‌است. هونانلار ۱٬۶۷۴ نفر جمعیت دارد.